# Détonation
 (mars 2019).
Si vous disposez d'ouvrages ou d'articles de référence ou si vous connaissez des sites web de qualité traitant du thème abordé ici, merci de compléter l'article en donnant les références utiles à sa vérifiabilité et en les liant à la section « Notes et références ».

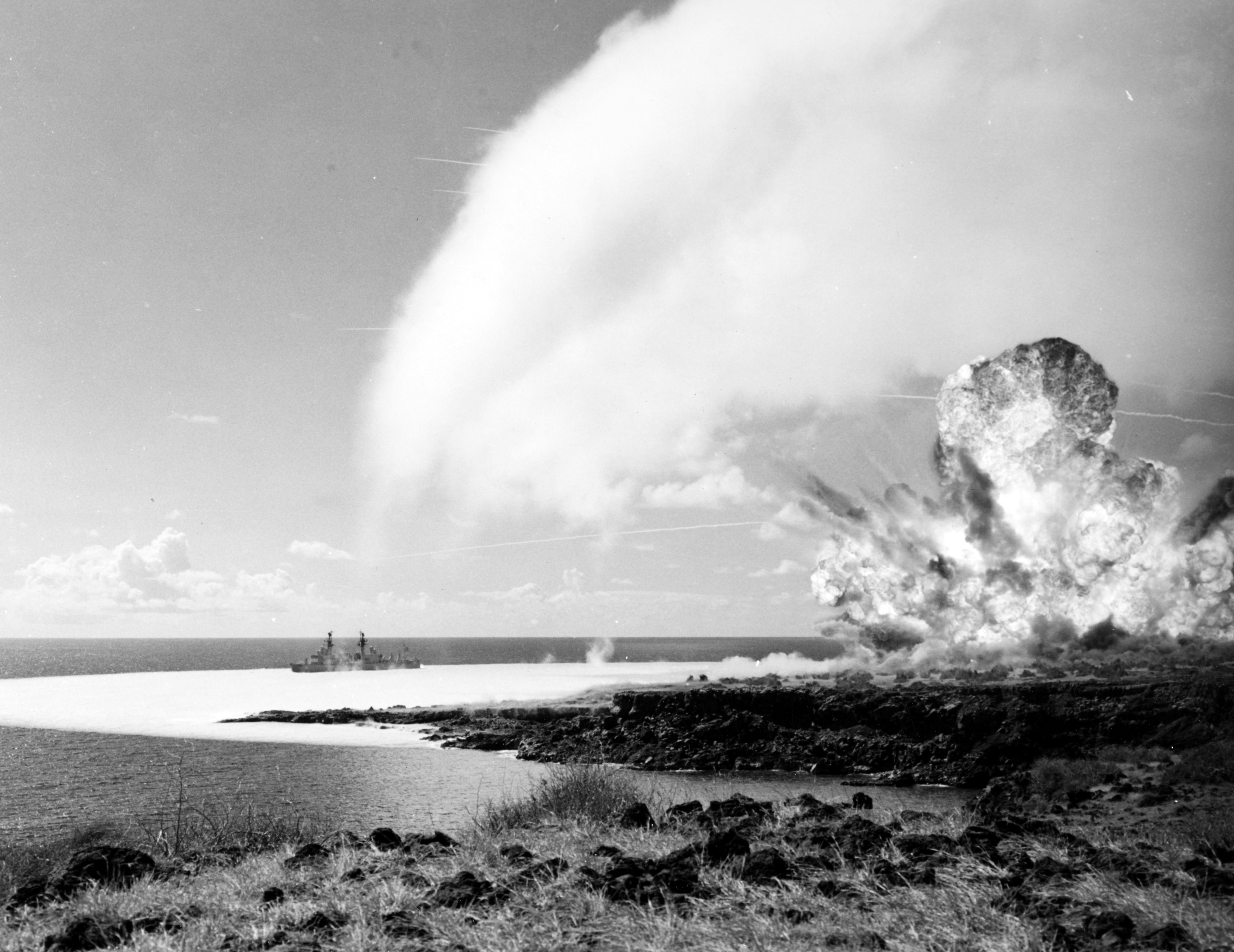
Détonation de 500 tonnes de TNT dans le cadre de l'opération Sailor Hat menée par les États-Unis en 1965. L'onde de choc initiale est visible sur la surface de l'eau et elle provoque un nuage de condensation.

Une détonation est une oxydation violente semblable  à une onde de combustion explosive (simple déflagration) mais plus violente car transmise mécaniquement par une onde de choc dont la vitesse est supérieure à la vitesse du son. Les combustions, explosives ou non, se transmettent par la chaleur. 
La détonation se produit dans un mélange homogène de gaz combustible et de comburant, ou prémélange, mais aussi dans des explosifs condensés. Elle est constituée par une onde de choc se propageant dans le mélange, immédiatement suivie par une zone de réaction où se produit la combustion.

## Détail de la réaction
L'onde de choc se caractérise par une augmentation brutale de la pression et de la masse volumique, ainsi qu'une diminution de la vitesse des gaz. Dans le référentiel de la détonation, la vitesse des gaz, qui était supersonique dans les gaz frais, devient subsonique immédiatement après le choc, et réaugmente dans la zone de réaction. Dans le cas de la détonation idéale, dite aussi de Chapman-Jouguet, la vitesse devient exactement égale à la vitesse du son en sortie de zone de réaction. 

## Vitesse de propagation
La vitesse du front de flamme est donc bien plus importante dans le cas d'une détonation que lors d'une déflagration : le front de flamme est le front de l'onde, il progresse plus vite que le son dans le milieu, alors que dans le cas de la déflagration, la vitesse est limitée par la conduction thermique et la diffusion (voir Flamme de prémélange). Une détonation se propage typiquement à une vitesse de plusieurs kilomètres par seconde, à comparer à une vitesse pour les déflagrations de l'ordre du mètre par seconde et à une vitesse du son dans l'air à température ambiante de l'ordre de 300 mètres par seconde. Le pic de pression dans une détonation est de l'ordre de 30 à 60 fois la pression initiale. Les valeurs numériques de vitesse et pression sont encore plus importantes dans le cas d'une détonation dans un explosif condensé.

## Cas particuliers, utilisation, gestion des risques
Au-delà du cas de la puissance destructrice des explosifs (civils ou militaires), la détonation est en jeu dans de nombreux contextes de sécurité, notamment quand elle survient en contexte de risques naturels (ex : éruptions volcaniques explosives, telle que celle qui a englouti Pompéi sous les cendres) et d'accidents industriels (ex : explosion de l'usine AZF de Toulouse en France). 

### Dans les moteurs à explosion
Le moteur à explosion tire son énergie d'une combustion très rapide du mélange gazeux mais non de détonations qui ne se produisent que lorsque le moteur est déréglé ou précisément réglé pour accepter un certain nombre de détonations (compétition) par nombre de rotations. Des détonations trop répétées dégradent les éléments mécaniques des moteurs à allumage commandé.
En général, la transition en régime détonant se produit en fin de combustion lorsque l'allumage est commandé trop tôt, mauvais refroidissement, fraction de charge fraîche emprisonnée dans un recoin de chambre mal étudiée et/ou que le carburant est de mauvaise qualité. Au mieux cela se traduit par un bruit caractéristique de cliquetis mais le moteur peut aussi casser si rien n'est fait pour faire cesser le phénomène. Les moteurs à explosion fonctionnant à l'essence ont longtemps utilisé des carburants enrichis d'un additif antidétonant très toxique et polluant (le plomb tétraéthyl).

### En milieu liquide
L'eau étant moins compressible que l'air, en milieu subaquatique l'onde de choc induite par la vitesse de toute détonation importante entraîne des blessures graves ou mortelles chez les animaux touchés par l'onde de choc, et notamment chez les vertébrés aquatiques (ex : poissons, reptiles, mammifères (cétacés et phoques notamment) ou oiseaux plongeurs/nageurs tels que pingouins, manchots…).
Ceci est dû à une montée du signal extrêmement courte, combinée à une surpression d'autant plus élevée que le sujet est proche du point d'explosion. 
Juste après une phase de surpression maximale survient une phase de pression négative qui induit un effet de cavitation, lequel accroît les dégâts aux organes internes (organes mous ou creux tels que poumons, sinus, oreille interne, vessie natatoire, viscères…) et aux tissus. Les organes subissent un déplacement différentiel et induisant une douleur intense et un effet de choc quand la mort ne survient pas instantanément.

Dans certaines configurations (en goulet, faille, crevasse ou en eaux peu profonde), un phénomène de "réflexion de surface" (qui forme une sorte d'écho ou de "réplique en phase inversée de la détonation", aggrave encore la puissance destructrice de l'onde de choc). 
Les blessures, souvent invisibles car toutes "internes", vont de la perturbation fonctionnelle de cellules, de tissus et d'organes,  à des hémorragies internes, embolie et lésions auditives ou visuelles à des déchirures. Les lésions sont notamment induites par le déplacement différentiel des tissus et organes soumis au passage de l'onde de choc puis éventuellement à une cavitation. Chez les vertébrés dotés de poumons, l'onde de choc comprime violemment le thorax, suscitant une brusque et forte augmentation de la pression artérielle qui peut gravement endommager le cerveau et l'oreille interne (et donc l'équilibre).

Un autre problème est que la plupart des détonations impliquent le rejet de constituants écotoxiques dans l'eau et l'environnement (dans le réseau trophique et donc potentiellement dans la chaine alimentaire et notre alimentation). 
Afin de protéger la vie marine, selon les biologistes marins : « toutes les tentatives possibles devraient être faites pour éviter les détonations sous-marines ». 

Si elles ne peuvent être évitées "pour des raisons de sécurité" (par exemple pour le pétardage in situ d'une munition non explosée ou de munitions immergées), on dispose aujourd'hui de dispositifs d'éloignement de certains animaux (ex : effarouchement par pingers) ou d'atténuation de l'onde de choc (ex : rideaux à bulles) et une simple surveillance visuelle et acoustique ou une planification d'opération dans le temps et l'espace permet de limiter les risques. Ces mesures d'atténuation sont cependant plus ou moins efficaces selon les contextes  ; 
Selon S. Koschinski  (2011)  une stratégie d'évaluation et d'atténuation des risques propres au site et aux munitions doit être élaborée pour chaque cas de détonation 